# 성십자가

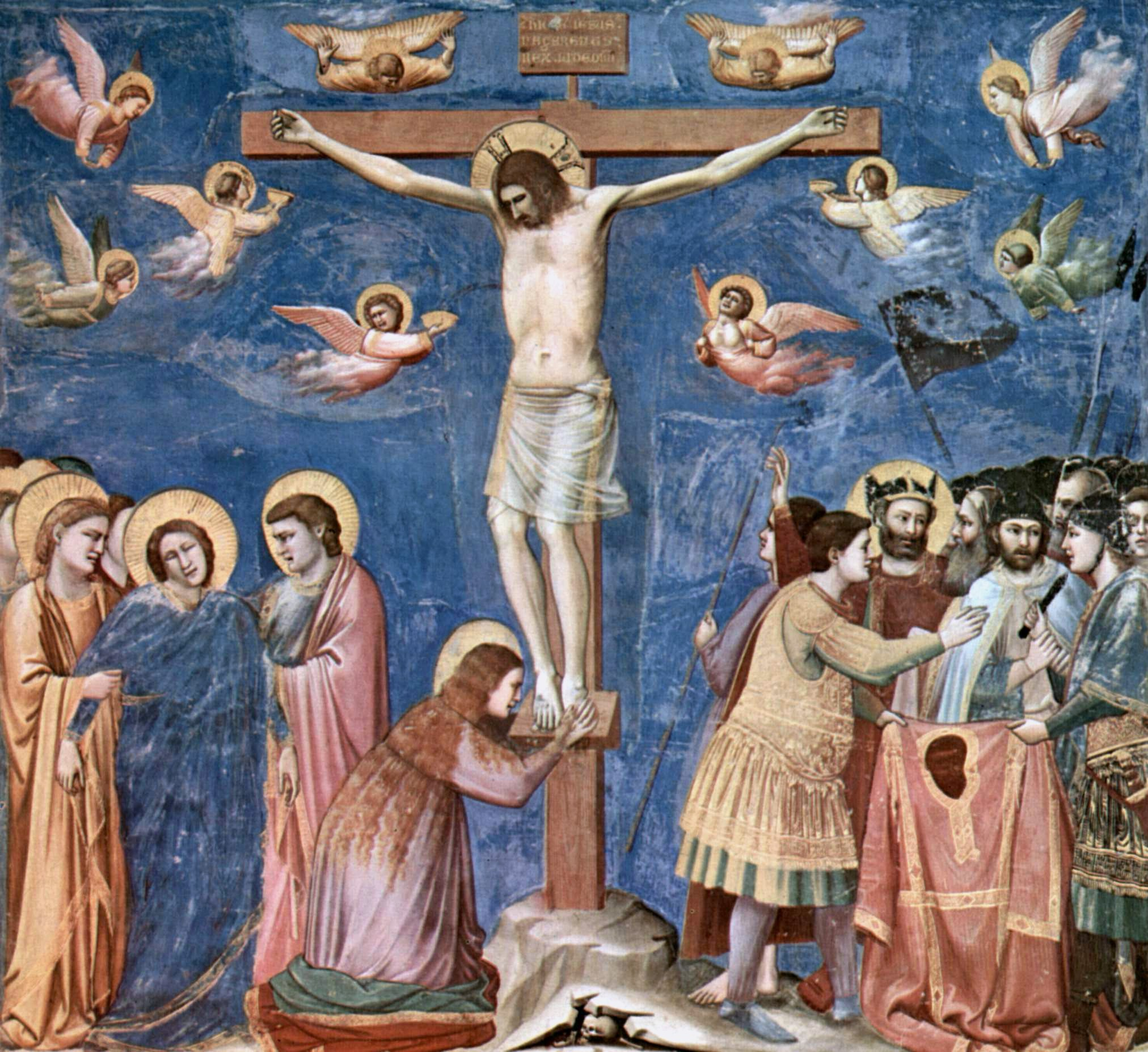
십자가에 못박힌 그리스도. 조토 디 본도네의 1310년 경 작품.

성십자가(聖十字架, True Cross)는 기독교 전통에서 예수가 십자가형을 당한 실제 십자가 유물을 일컫는 말이다.
후기-니케아 역사가들에 따르면, 로마 황제 콘스탄티누스의 모친 헬레나(250~330년경)과 소크라테스 스콜라스티쿠스외 다른 이들은 성지를 여행했고, 현시대 역사가들에 산출한 연도인 326~328년에 교회들과 빈민 구제소들이 설립되었다. 그 이후, 카이사리아의 겔라시우스의 뒤를 이어 유세비우스의 교회 역사를 추가한 루피누스의 4세기 후반에 작성된 역사서에서, 그녀는 3 개의 십자가들이 숨겨진 곳을 발견 했고, 그 중 한 십자가를 예수가 못박힌 십자가로 믿었으며, 두 십자가는 예수님과 함께 죽은 성 디스마스와 게스타스가 매달린 십자가라고 믿었고, 기적이 일어나 성 십자가가 그 모습을 드러냈다고 한다.
많은 교회가 진품으로 확신하는 성십자가의 조각들을 나누어 보유하고 있다. 그들의 확신에 대해서는 개신교들은 보통 인정하지 않으며, 성십자가 발견을 둘러싼 연구의 정확성에 대해서 몇몇 기독교인들은 의문을 가지고 있다. 왜냐하면, 그 전통적인 부분을 수용하고 믿음은 초기 기독교가 로마 가톨릭교회와 동방 정교회에 국한 되었다는 사실을 인정함과 다름 없기 때문이다. 중세 시대의 전설 문학에서는 구교의 전통이 서로 다른 유래를 가지고 있다는 점에 대하여 전개해 나갔다. 그 교회들과 성공회도 명예로운 헬레나를 성인으로 공경한다.

## 유래

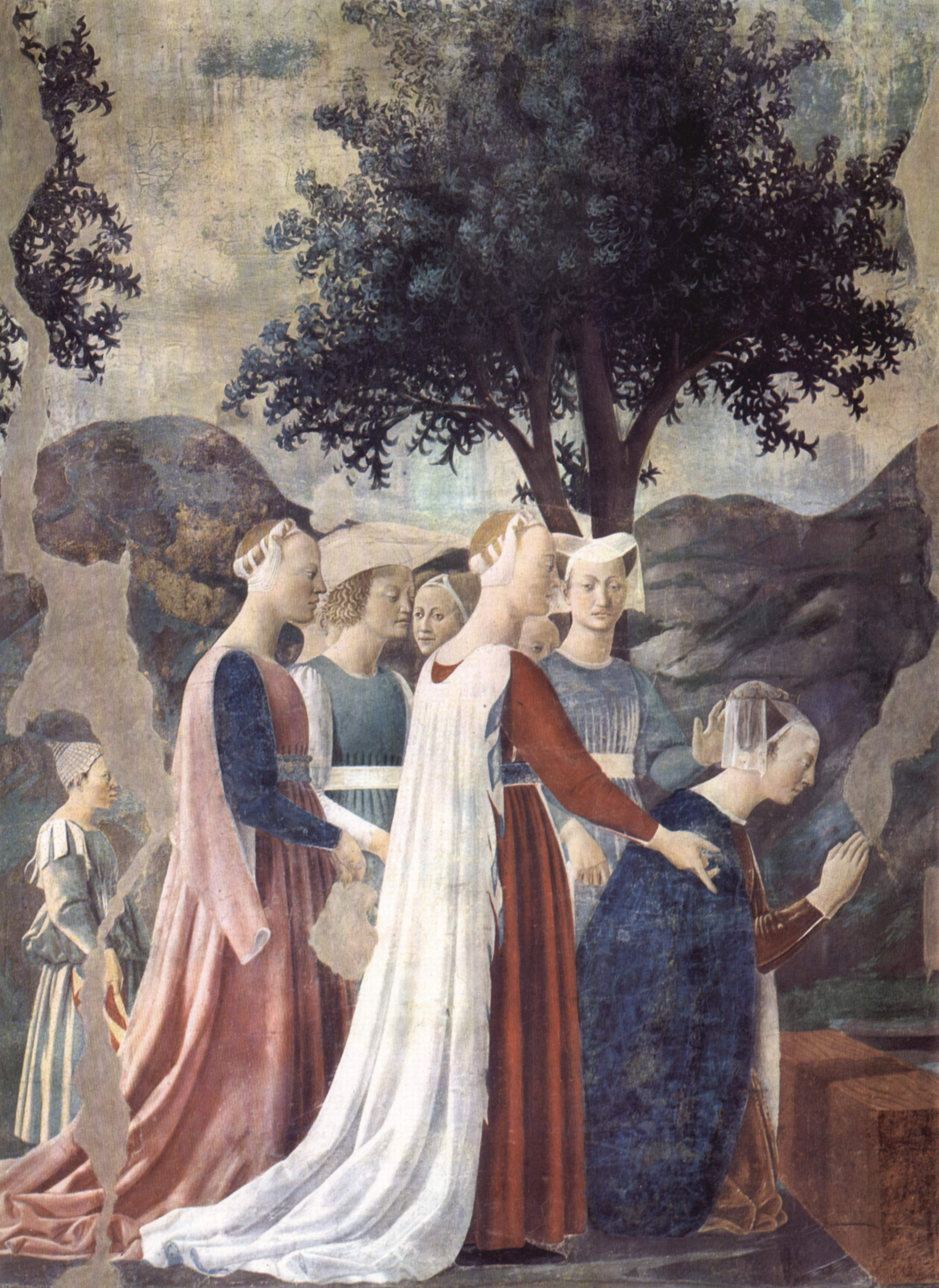
시바의 여왕이 십자가로 만들어질 나무에게 경배하고있다.(아레초의 산 프란체스코에 있는 피에로 델라 프란체스카가 그린 프레스코화

### 황금 전설
서유럽의 라틴어 문화권의 전통에서, 13세기 경 1260년에 로마 가톨릭 제노바 대교구의 야코부스 데 보라지네가 기록한 황금 전설은 성십자가에 대한 친-기독교 기원의 내용을 담고 있는 소설로써 훌륭한 정평이 나있다.
황금 전설은 성십자가의 유래에 대한 다양한 해석이 포함되어 있다. 아담의 삶에서 보라지네는 성십자가는 아담의 셋째 아들 아담의 시신의 입에 심은 "자비의 나무" 씨 3알에서 자란 3그루의 나무들로 만들어졌다고 서술했다. 성십자가의 창조에 대하여, 그리고 그 단어 창안의 시초에 대하여를 포함하는 또 다른 기록에서, 보라지네는 성십자가는 "솔로몬 시대까지 살아 있던" 지식의 나무 또는 "아담이 먹은 나무"의 일부분이 자란 나무로 만들어졌다고 서술했다.
여러 세기가 지나고, 그 나무는 베어져 시바의 여왕이 솔로몬 왕을 만나러 가려는 그녀의 여정에서 강을 건널 다리를 만드는데 사용되었다. 그녀는 다리가 의 목재가 일으키는 있는 경이로운 조짐에 놀라, 무릎 꿇고 나무에 경의를 표하는 기도를 올렸다. 그녀는 솔로몬과 만났을때, 그에게 그 다리의 나무 조각이 유대인들과 저희에게 하느님의 계약을 대신하여 드러냈다고 전하였고, 솔로몬은 그 결과로 그의 백성들이 파멸하게 될까 두려워 새로운 명령을 내려 그 목재를 다시 땅에 묻었다. 14대가 지나고, 다리의 목재로 쓰였었던 그 나무는 그리스도가 못박힘 될 십자가의 목재가 되었다. 보라지네는 그 십자가가 콘스탄티누스 황제의 모친인 헬레나에 의해 발견되는 상황을 기술했다.

#### 전통의 수용
중세 시대와 르네상스 시대 초반에, 보라지네의 기록 대로 성십자가의 유래와 십자가에 못박히심의 이전 역사는 일반적으로 널리 수용되었다. 그 사실의 전체적인 수용은 그 기록을 주제 한 무수히 많은 예술품들을 들어 알 수 있다. 그 사실에 기반을 둔 르네상스 시대의 가장 유명환 프레스코화 들 가운데 한 점은 1452~1466년 사이에 산 프란체스코 교회에 제단 주변 사제석의 벽화로 그려진 피에로 델라 프란체스카 작 성십자가의 전설이다. 그는 그 작품에서 황금 전설에 기록된 전통적인 삽화의 내용을 훌륭히 재창작 해냈다.

### 동방 정교회
황금 전설과 그와 관련된 많은 자료들은 1054년 교회의 동-서 분열이후에 창작 된 작품들이며, 그렇기 때문에 그리스- 또는 시리아- 언어권에서는 알려지지 않았다. 그러므로, 위의 그 전통을 따라 십자가에 못박힘을 그린 작품은 동방 정교회에서는 발견되지 않는다.

정교회 십자가. 아래에 예수님의 발이 놓인 곳(foot rest)이 있다.

동방 정교회의 성전에 따르면 성십자가는 삼나무, 소나무, 편백나무의 각기 다른 3종의 나무들, 즉 이사야서 60장 13절 "레바논의 영광이, 방백나무와 사철가막살나무와 젓나무가 다 함께 너에게 와서 내 성전 터를 영화롭게 하고 나는 내 발이 놓여 있는 곳을 영광스럽게 하리라."에서 나오는 나무들로 만들어졌다고 한다. 성경의 구절인 "내 발이 놓여 있는 곳"과 십자가에 못박히신 곳과의 관계는 예수님의 두 발이 못으로 박힌 숩펜다네움(발 놓은 곳)으로 해석될 수 있다.(정교회 십자가 참조 →)
그 전통에서 성십자가의 재료가 되는 세 종류의 나무들은 모두 한 곳에서 자랐다고 한다. 정교회 전통의 어느 성화상은 아브라함의 조카 롯이 나무들에 물을 주고 있다. 전통에 따르면, 그 나무들은 (성경의 "내 성전 터를 영화롭게" 하기 위하여) 예루살렘 성전 건축에 사용되었다고 한다. 그리고 나중에, 헤로데의 성전 재건축 기간에, 그 나무들에서 나온 목재가 성전에서 사라져 버렸고, (그리고 "나는 내 발이 놓여 있는 곳을 영광스럽게 하리라."가 이루어짐으로) 마침내 예수께서 못박히신 나무의 주 재료가 되었다고 한다.

## 발견

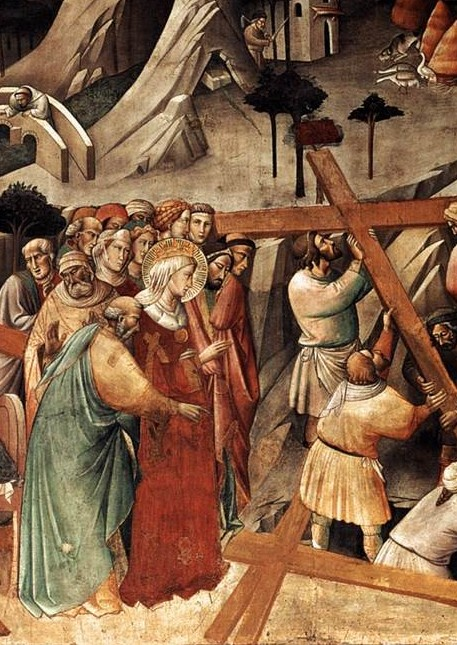
성십자가 발견. 아그놀로 가디의 1380년 작품.

### 에우세비오의 기록
카이사리아의 에우세비오는 저서 콘스탄티누스의 삶에서 기독교 공동체가 존숭하는 곳인 예루살렘에 있는 본래의 성묘 유적지가 어떻게 지상으로 나오게 됐으며 어찌하여 베누스의 신전이 꼭대기에 건축됐었는지를 묘사하고 있다. 에우세비오가 그 신전에 대해 언급한 부분이 많지는 않지만, 아마도 70년에 유대인 반란과 132~135년에 바르 코크바의 반란에 뒤이어 135년에 아멜리아 카피톨리아로 예루살렘을 하드리아누스가 재건축한 도시 중에 하나였을 것으로 추정된다. 황제 콘스탄티누스가 기독교로 개종하고 약 325~326년에 유적지를 발굴하라고 명령을 내렸으며 예루살렘의 주교 성 마카리우스에게 그 유적지에 교회를 건설하도록 지시했다. 유세비우스는 콘스탄티누스의 삶에 성십자가의 발견에 대해서 기술하지 않았다.

### 소크라테스 스콜라티쿠스의 기록
소크라테스 스콜라티쿠스(약 380년 생)은 그의 저서 교회의 역사에서 그 발견에 대해 충체적인 해설을 기록했는데, 나중에 소조멘과 테오도레트에 의해 되풀이 되어 기록되었다. 그 기록에는 성녀 헬레나가 어떻게 성묘를 발견하게 되었는지, 어디서 예수께서 못박히신 십자가 세 점과 티툴루스를 발견하게 되었는지에 대해서 설명되어 있다. 그 이야기의 소크라테스식 기록에서는, 마카리우스가 죽을 병에 걸린 여성에게 십자가 세 점을 가져갔다고 한다. 그 여성은 세 번째 십자가가 몸에 닿자 병이 낳았고, 그 십자가가 그리스도의 십자가라는 신호이며 기독교의 새로운 상징이 되었다. 소크라테스는 그리스도를 십자가에 못박아 고정시켜 놓았던 성못이 발견 되었다고도 기록했다. 헬레나는 그 유물들을 콘스탄티노플로 보냈고, 그 성물들의 일부가 황제의 투구와 말 굴레에 결속되었다.

### 소조멘의 기록
소조멘(약 450년 죽음)은 그의 저서 교회의 역사에서 근본적으로 소크라테스의 저서의 내용과 같은 내용을 담았다. 그는 (그가 말하지는 않았지만 누군가) 성묘의 위치를 "동쪽에 거주하던 히프리인들이 알려줬고 그들의 부계 상속로 전해지는 문서들에서 정보를 얻었다."는 내용을 덧붙였다. 그 후 언젠가부터 그 이야기는 대중성에 맞춰서 각색되었고 그 이야기를 담은 책에서는 헬레나에게 대항하던 유대인은 유데 또는 유다라고 이름 지어졌지만, 나중에 기독교로 개종했고 키리아코스라는 이름을 얻었다고 한다.

### 테오도레트의 기록

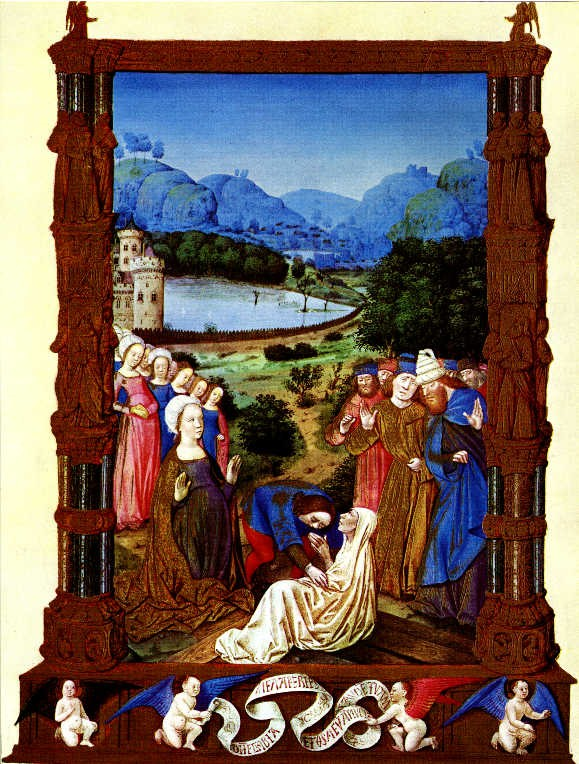
트레스 리체스 헤우레스에 있는 장 콜롱브 작의 성십자가 발견.

테오도레트(약 457년 죽음)은 교회의 역사를 저술했고 그 책의 17장은 성십자가 발견에 내용 대한 표준이 되었다. :
황후가 구세주의 수난 장소를 주시하고 있을 때, 즉시 그 서있는 우상 숭배의 신전을 파괴하여 매우 깊숙한 땅 밑으로 파묻어 없애버리라고 명령했다. 너무나도 오랜 시간 그 모습을 감추고 있던 무덤이 발견되었을때, 십자가 세 점은 주님의 묘소 가까이에 묻혀 있었다. 한 점은 우리 주님의 십자가이며 다른 두 점은 그 분과 함께 십자가에 못 박힌 도둑들의 십자가임이 확실했고 그것들을 모두 챙겼다. 그들은 그 세 점들을 가까이 가져와서 봐도 어느 것에 주님의 몸이 있는지, 어느 것에서 귀중한 성혈이 흘러나오는지도 알아차릴 수 없었다. 그러나 도시의 시장인 현명하고 거룩한 마카리우스는 다음과 같은 방법으로 이 문제를 해결했다. 그는 오랜 시간 동안 질병으로 고통받고 있는 여성에게 가서 그녀의 몸에 십자가들을 차례대로 가져다 대며 열심히 기도를 바치고, 그 부인의 차도에 따라, 구세주의 기적이 담긴 고결한 십자가를 구별해 내려는 발상이 떠올랐다. 그들이 한 십자가를 부인에게 가까이 가져가는 순간, 이 십자가는 괴로운 질병을 내쫓았고, 그녀를 완쾌시켰다.
십자가에서 성못들이 발견되었고, 헬레나는 그 못들을 콘스탄티노플로 가지고 돌아갔다. 테오도레트에 따르면, "그녀는 우리 구세주의 십자가의 일부를 황궁으로 전달했다. 그 성물들은 은상자에 밀봉되었고, 도시의 주교는 너무나도 근심한 나머지, 훼손되지 않은 상태로 후대에 전달될 수 있도록, 그녀에게 그 성못들을 조심히 보존해 달라고 당부했다."고 한다.
시리아어 전통에서 전해지는 또 다른 유명한 고대의 번역서에는 1세기 때에 이름이 프로토니케였던 허구의 황후가 헬레나로 바뀌어 기록되어 있다.
역사가들은 그 번역서들을 작자나 전거가 의심스러운 수정본이라고 여긴다. 그러나, 그들은 예루살렘의 키릴로스의 카테체세스를 들어, 성묘의 바실리카는 335년에 완공되었고 성십자가라고 여겨지는 유물들은 340년대 경에 그 곳에서 공경받았음이 확실하다고 했다.(아래 참조)

## 유물 보존
주님 무덤 성당에 있는 은장 성유물함은 예루살렘 총대주교 관할로 신자들에게 정기적으로 전시된다. 380년대에, 성지순례를 했던 이름이 에게리아인 수녀는 그녀의 여성 공동체로 돌아가서 이티네라리오 에게리아에 장문으로 예루살렘에 있는 성십자가에 대한 공경을 표현했다.
그 때에 내가 있던 그 곳, (전례의) 십자가 뒷편 골고타에 있는 의자에 주교좌가 있었고, 탁자는 아마포로 덮여 있었다. 부제들이 탁자에 둘러 앉았으며, 주교는 때 맞춰 의자에 착석했고, 거룩한 십자가의 나무가 있는 금과 은으로 도금된 관이 그 곳으로 옮겨졌다. 관이 열려 (나무가) 가 꺼내여 졌고, 나무와 명패는 모두 탁자위에 있었다. 그리고, 주교는 앉아 성스러운 나무를 꽉 쥐고 있었고, 부제들은 그 주변에서 지키고 서 있었다. 관례상, 신자들과 예비 신자들은 모두 차례대로 성물에게로 와서 절하고 거룩한 나무에 입맞추고 지나가게 되어 있기 때문이다. 또한, 나는 언젠가 누군가 그 성스러운 나무의 일부를 물어 뜯어 훔쳐갔다고 전해 들었기 때문에, 또다시 그런 사건이 벌어지지 않기 위해서 부제들이 그 성물을 지키고 서 있는 것이라고 생각했다. 차례차례 모든 사람들은 절하고 지나가며, 십자가와 평패에 먼저 이마를 그 다음에는 눈을 가져다 댔고, 그리고나서 십자가에 입맞추고 지나갔다. 하지만, 어느 누구도 그 성물에 손을 대지는 않았다. 그들이 십자가에 입맞추고 지나갈 때, 기름 부음을 받은 왕의 것인 솔로몬의 반지와 뿔을 들고 서 있었다. 그들은 뿔에 입맞추기도 했고 반지를 바라보았다.

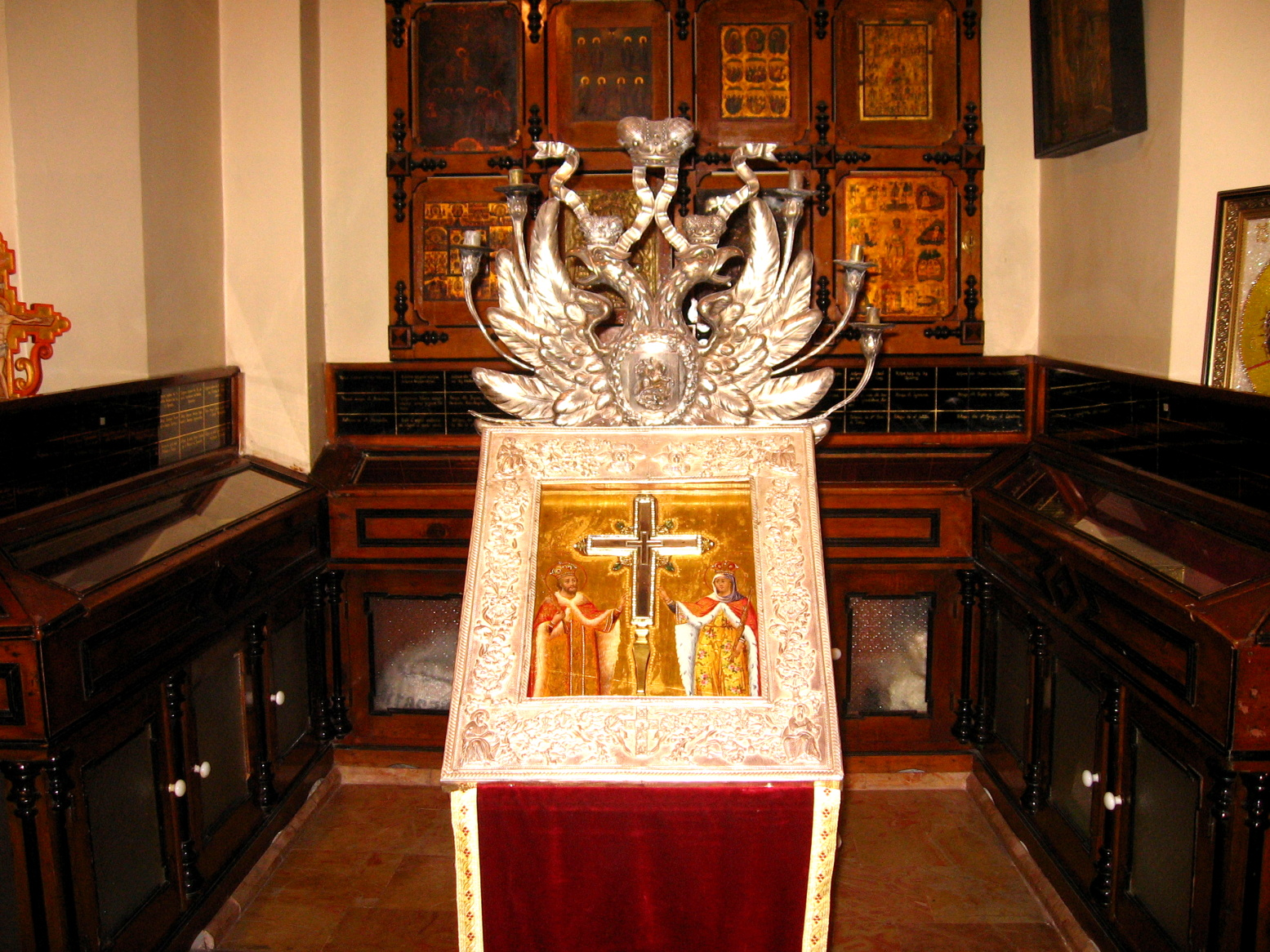
예루살렘 주님 무덤 성당에 있는 성십자가의 성유물함.

그러나 오래전, 아마도 에게리아가 다녀가기 전부터, 그리스도가 썼던 가시관과 매 맞으셨던 기둥과 옆구리를 찔린 창 또한 공경 받았을 가능성이 높다.

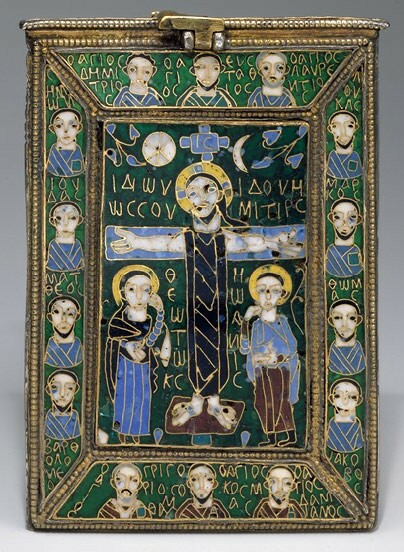
콘스탄티노플에 있던 애나멜을 씌운 성십자가의 은장 유물함.800년 경의 작품.

614년에 사산조 황제 호스로 2세가 예루살렘을 점령했을 때, 전리품으로 십자가의 일부를 취하였다. 13년이 지나고, 628년, 비잔티움 황제 헤라클리우스는 호스로를 격퇴했고 샤흐르바라즈에게서 그 유물을 되찾았다. 그는 먼저 콘스탄티노플로 성십자가를 가져갔고, 630년 3월 21에 예루살렘으로 되돌려 놓았다. 1009년 경, 예루살렘의 기독교인들은 십자가의 일부를 숨겼고 유럽의 제1차 십자군의 기사단이 그 도시를 탈환하기 전까지 숨겨져 있었다. 1대 예루살렘의 라틴 총대주교 아르눌프 말레코르네와 그리스 정교회의 사제들은 십자가를 보유하고 있었는데, 그 위치를 말하라며 고문을 받았다. 아르눌프가 발견한 유물은 금십자가가 함유된 작은 나무 조각이었고, 뒤이어 그들에 의해 발견된 안티오키아에 있는 성창과 더불어, 아무런 논쟁의 여지 없이 라틴 예루살렘 왕국에서 가장 성스러운 유물이 되었다. 그 유물들은 모든 전투에 앞서 군대의 선두에서 행군 한 라틴 총대주교의 보호 하에 성묘 교회에 안치 되었다. 그 유물들은 1197년 하틴 전투기간 동안에 살라딘이 점령했다. 비잔티움 황제 이사아키우스 2세 안겔로스와 조지아 여왕 타마르는 모두 돈을 지불 해서라도 살라딘으로부터 그 유물을 되 찾으려고 했지만, 아무 소용이 없었다.
십자가의 다른 조각들은 더 훼손되었고, 널리 분산되었다. 예루살렘의 키릴은 324년 그의 한 교리 수업 때에, "전 세계는 그리스도 십자가의 유물들로 가득 차있다.", 그리고 또 다른 교리 수업 때에 "성스러운 십자가의 나무는 오늘날 우리들 가운데에서, 전세계를 거의 가득 채운 현재 여기에서, 우리들의 믿음으로 증명된다." 고 했다. 에게리아의 기록은 예수께서 십자가에 못박히신 그 유물들이 얼마나 높은 가치를 지니는지를 증명한다. 성 요한네스 크리소스토무스는 "사람들에게 공경 속에서" 십자가의 조각들이 황금 성해함에 보관되어 있다고 했다. 오늘날의 알제리에서 발견된 350년 경의 두 라틴어 비문은 십자가의 작은 조각들의 보관과 찬양을 나타낸다. 교황 레오의 기록에 따르면, 455년 경에 예루살렘의 총대주교 유베날리스는 교황 레오 1세에게 "귀중한 나무" 조각을 보냈다고 한다. 7세기에, 십자가의 일부는 비잔티움 출신의 교황 세르지오 1세에 의해 로마에서 보관 되었다. 5세기 초에 주교 파울리누스에 의해 건축된 놀라의 펠릭스 바실리카에 있는 비문에는 "모든 십자가의 능력인 작은 부분에서"라고 새겨져 있다. 십자가의 그 작은 조각은 제대안에 들어 있다.
고대 영어 시 십자가에 못 박힌 그리스도상의 꿈에는 십자가의 발견과 그 유물들의 공경 전통의 시작에 대해서 언급되어 있다. 앵글로-색슨 연대기에서도 왕 알프레드가 교황 마리누스에게 십자가의 한 조각을 건네 받았다고 기록되어 있다.(참조: 알프레드 대제의 연보, 883년) 그러나, 그랬었을지라도, 그 시는 그 특정 유물에 대해 참조될 글이 아니거나 창작의 요소가 가미 되었다.

## 성 십자가 유물의 분산

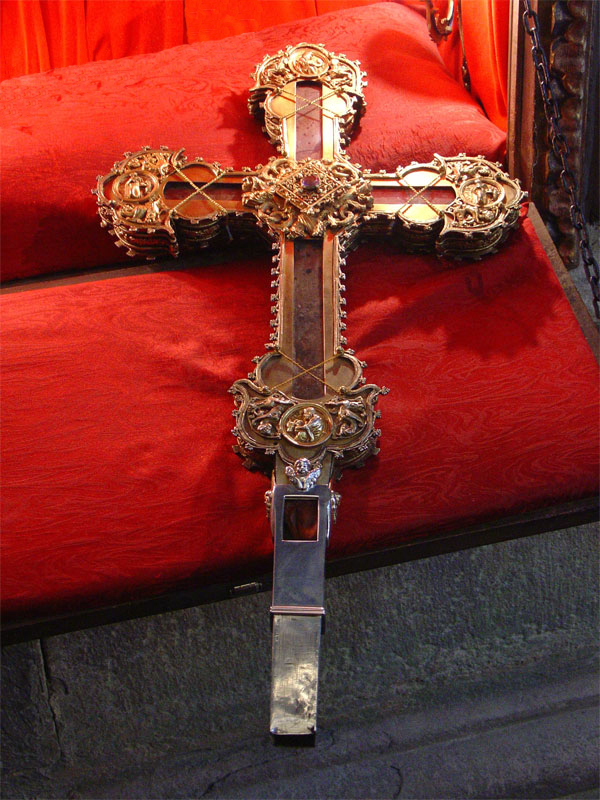
스페인 리에바나 산토 토리비오에 있는 성십자가의 가장 큰 조각 한 점. (촬영자: F,J 디에즈 마르틴

로마의 잡문집에 따르면, 마우리네아에 있는 세티프와 인접한 틱스테르에서 발견된 359년의 한 비문은 유물들의 열거와 성십자가의 한 조각에 대해서 언급하고 있다고 한다.
그러나 유럽에 있는 성십자가의 매우 작은 유물들의 대부분은 콘스탄티노플에서 왔다. 그 도시는 1204년에 제4차 십자군에 의해서 점령당했고 파헤쳐 졌다. "콘스탄티노플 도시 점령 이후에, 헤아릴 수 없는 부가 발견되었고 견줄데 없는 값비싼 보석들과, 헬레나가 예루살렘에서 가져온 금과 값비싼 보석들로 장식 된 주님의 십자가의 일부 또한 발견되었다. 그것은 가장 찬양 받을 성물이었다. 그 성물은 그 당시 주교에 의해 또 다른 귀중한 유물들로 나뉘어 기사들에게 할당되었다. 후일, 그들이 고국으로 복귀하고 난 뒤에, 그 유물은 교회들과 수도원들에 증여되었다. 기사 로베르트 데 클라리는 이렇게 기록했다. "귀중한 많은 유물들이 발견된 이 성당 안에서, 사람의 다리 만큼 굵고 패덤 만큼 긴 성십자가의 두 조각들이 발견된 곳 안에서,"
중세 시대 말경에 너무도 많은 교회들이 성십자가의 보유권을 주장했는데, 장 칼뱅은 선박에 가득 실을 충분한 목재들이 여기 있다는 유명한 말을 남겼다.
"견본을 가질 수 없을 정도로 매우 가난한 대수도원은 한 군데도 없습니다. 파리, 포이크티에르 그리고 로마에 있는 거룩한 성당들에는 커다란 성십자가의 조각들이 있으며, 그 유물로 만들어졌다고 전해지는 충분한 크기의 십자고상이 있습니다. 간략히 말해서, 발견된 모은 조각들을 모두가 가 모으려면, 그들은 커다란 화물선을 건조해야 합니다. 하지만, 복음서에서는 단 한 사람이 그것을 전해 줄 수 있다고 증언 합니다."
─칼뱅의 성해론 중에서.

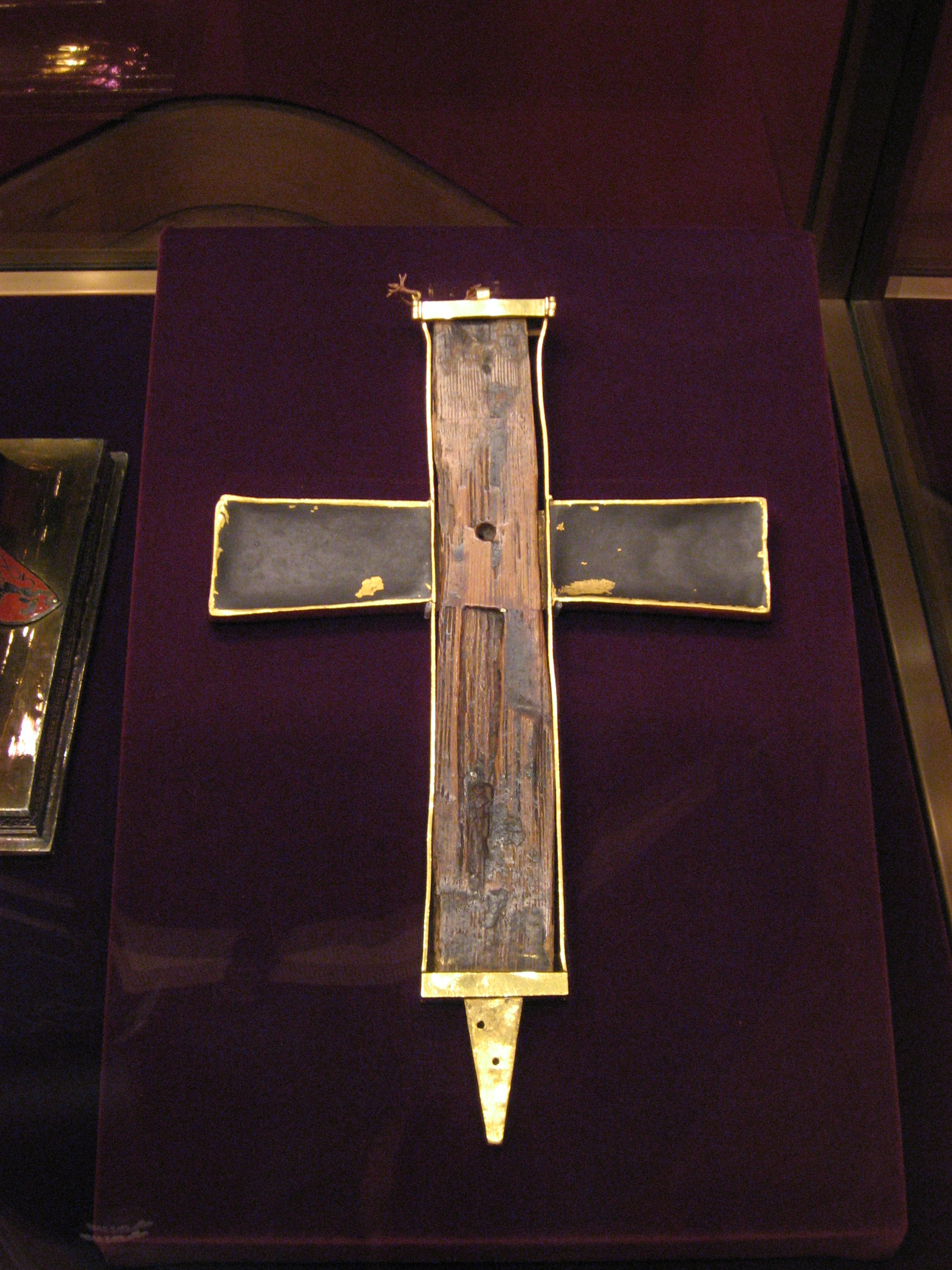
왕실 보물관 (빈)에 있는 '"크레우즈파르티켈" 또는 성십자가의 조각.

그와는 상반되게 로오 드 플뢰리는 1870년에 칼뱅과 에라스무스의 비판과 관련해서 그 유물을 연구하여 1879년에 수난 십자가의 기념(Mémoire sur les instruments de la Passion)을 저술했다. 여러 작가들이 주장했던 것 대신에, 그는 성십자가의 알려진 모든 유물에 대한 목록을 작성했는데, 모두 다시 알려진 성십자가의 유물 조각은 그 크기가 다 변하지 않았다고, 높이는 3~4미터이며 가로 너비는 2미터라고 추정된 것의 1/3에도 미치지 않았다. 그는 (유물 조각에 대한 그의 현미경 분석을 기반으로) 성십자가는 소나무로 되어 있으며 그 무게는 75Kg이라고 추정했으므로, 십자가의 부피는 0.178입방미터가 된다. 그의 기록에 따르면, 성십자가의 유물의 알려진 총부피에서 거의 0.174 입방미터( 더 정확히는 3,942,000 입방밀리미터)만 남고, 0.004입방비터는 분실, 파괴 또는 그 외의 사정으로 없어졌다고 한다.
유럽의 성당들에서 온 비잔티움 황제들에 의한 문서 기록에서 10 조각들 중 4 조각, 예를 들어, 로마와 파리에 있는 성십자가 예루살렘 성당, 피사 대성당과 피렌체 대성당의 조각들은 현미경으로 연구되었다. "그 조각들은 모두 다 올리브 산에 있던 유물들이다. 성십자가의 조각들로 주장된 많은 것들은 중세 시대에 제작된 유물들의 거래가 융성하던 시기에 행상들에 의해 만들어진 위조물들이다.
게라시모스 스미르나키스에서는 잔존하는 가장 큰 성십자가에서 870,760입방밀리미터의 부피인 가장 큰 조각은 아토스산의 쿠틀루무시 수도원에, 537,587입방밀리미터는 로마에, 516,090입방밀리미터는 브뤼셀에, 445,582입방밀리미터는 베니스에, 436,450입방밀리미터는 겐트에, 237,730입방밀리미터는 파리에 보존되어 있다고 전한다.
스페인 리에바나 산토 토리비오도 그 조각들 중 가장큰 조각을 보유하고 다고 전해지며, 로마 가톨릭교회의 가장 방문자가 많은 성지순례지 중에 한 곳이다. 성십자가의 또 다른 부분은 필리핀 타를락 시, 산호세에 위치한 타를락 수도원에 있다.
그리고 에티오피아 정통 테와헤도 교회는 성십자가의 오른쪽 날개가 기셴 마리암 수도원에 묻혀있다고 주장한다.

## 십자가 공경
요한네스 크리소스토무스가 기록한 성십자가에 대한 설교이다.
왕관을 벗은 왕들은 구세주의 죽음의 상징인 그 십자가를 들어 올린다. 자색을 띈 십자가, 기도의 십자가, 갑옷을 두른 십자가, 성찬의 탁자 위의 십자가, 온 세상 전역의 십자가를. 그 십자가는 태양보다 더 밝게 빛난다.

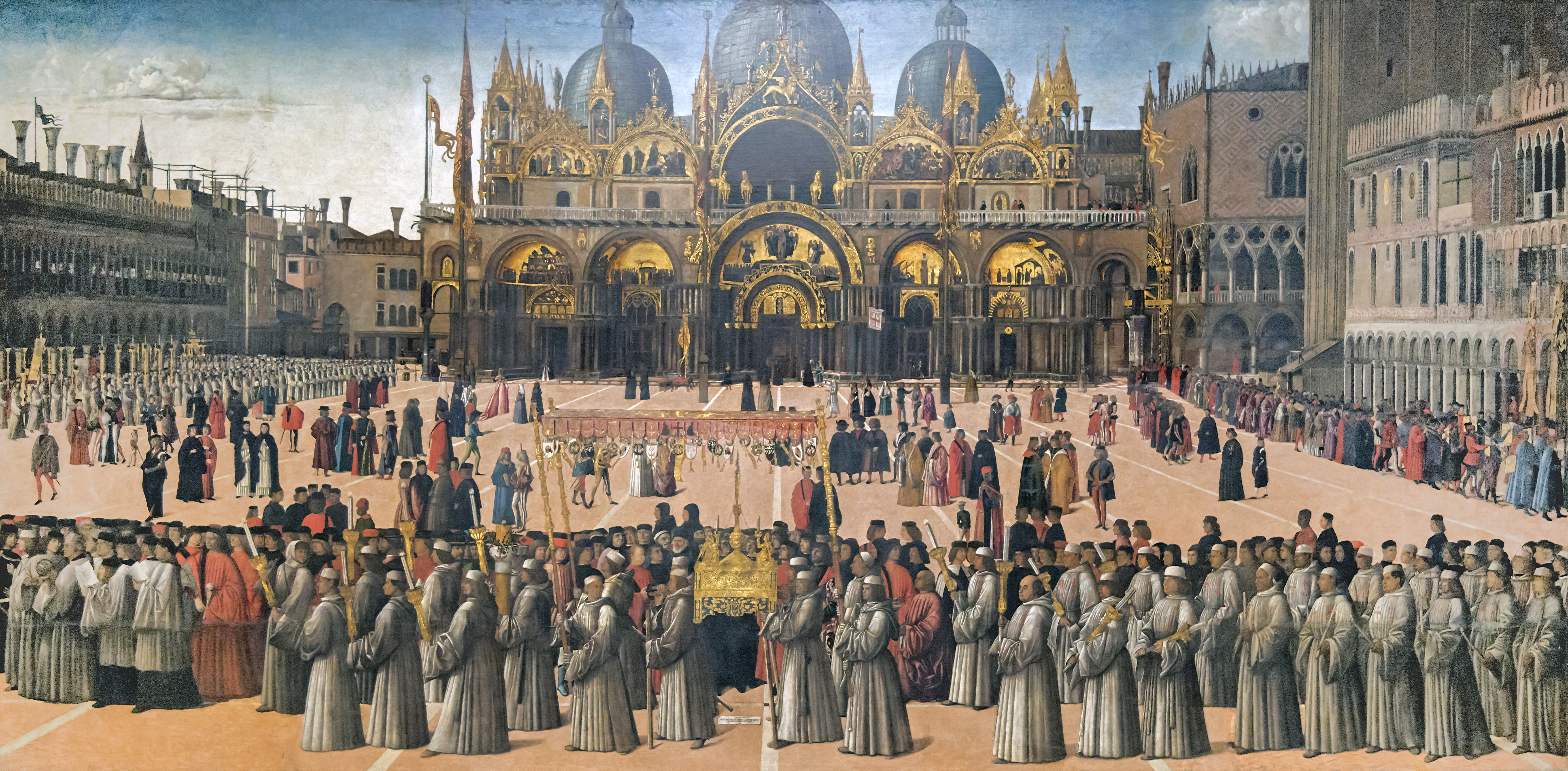
베니스, 산 마르코 광장을 지나는 성십자가 유물의 이송 행렬. 젠틸레 벨리니의 15세기 작품.

로마 가톨릭, 동방 정교회, 성공회와 몇몇 개신교 종파들은 성묘 교회에서 연중 봉헌 기념일로 9월 14일에 십자가의 축일을 기념하며, 그 기념식들에는 628년에 페르시아로부터의 성십자가 탈환에 대한 축전도 포함되어 있다. 약 7세기 경에 시작된 갈리시안 관습에서, 성십자가의 축일은 5월 3일에 기념된다. 가톨릭 백과 사전에 따르면, 갈리시아 관례와 로마의 관례가 결합되었던 때, 1963년에 바티칸에서 공식 명칭으로 채택한 "승리의 십자가"의 날에는 9월의 어느 날은 페르시아로부터의 성십자가 탈환을 기념했으며, 5월의 "성십자가 창조"의 날은 발견을 기념하는 날로 유지됐다. 서방 교회에서는 주로 성십자가의 날은 9월의 어느 날이다. 5월의 그 축일만 제2차 바티칸 공의회에 의해 1970년에 로마 가톨릭교회의 교회력에서 누락되었다. (로오드마스 같이 참조.) 정교회는 여전히 그 두 축일들을, 교회력의 12 대축일 가운데 한 날인 9월 14일과 성십자가가 도시를 축복하기 위해서 콘스탄티노플을 지나던 날인 8월 1일에는 숭고한 성십자가 목재의 행렬을 기념한다,
날짜들이 변하지 않는 그 축일들의 기념 뿐만아니라, 십자가가 기념될 때는 가변 주기의 특정한 날들도 있다. 로마가톨릭 교회에는 성 금요일의 공로에 대한 기간으로 공식적인 '십자가 경배'(이 용어는 부정확하지만, 오랜 사용으로 허가되었다.)를 행하며, 모든 동방 정교회에서는 위대하고 거룩한 금요일의 아침 기도 동안에 사람들이 공경하기 위해서 십자가의 사본이 밖으로 내어져 행진된다. 정교회는 대사순절의 세 번째 안식일에도 십자가 공경을 더 행한다.

## 사진 갤러리

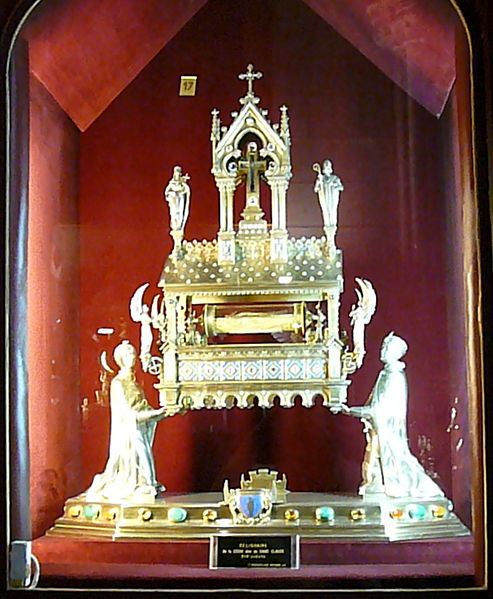
성십자가의 유물함과 성못. 파리 노트르담.
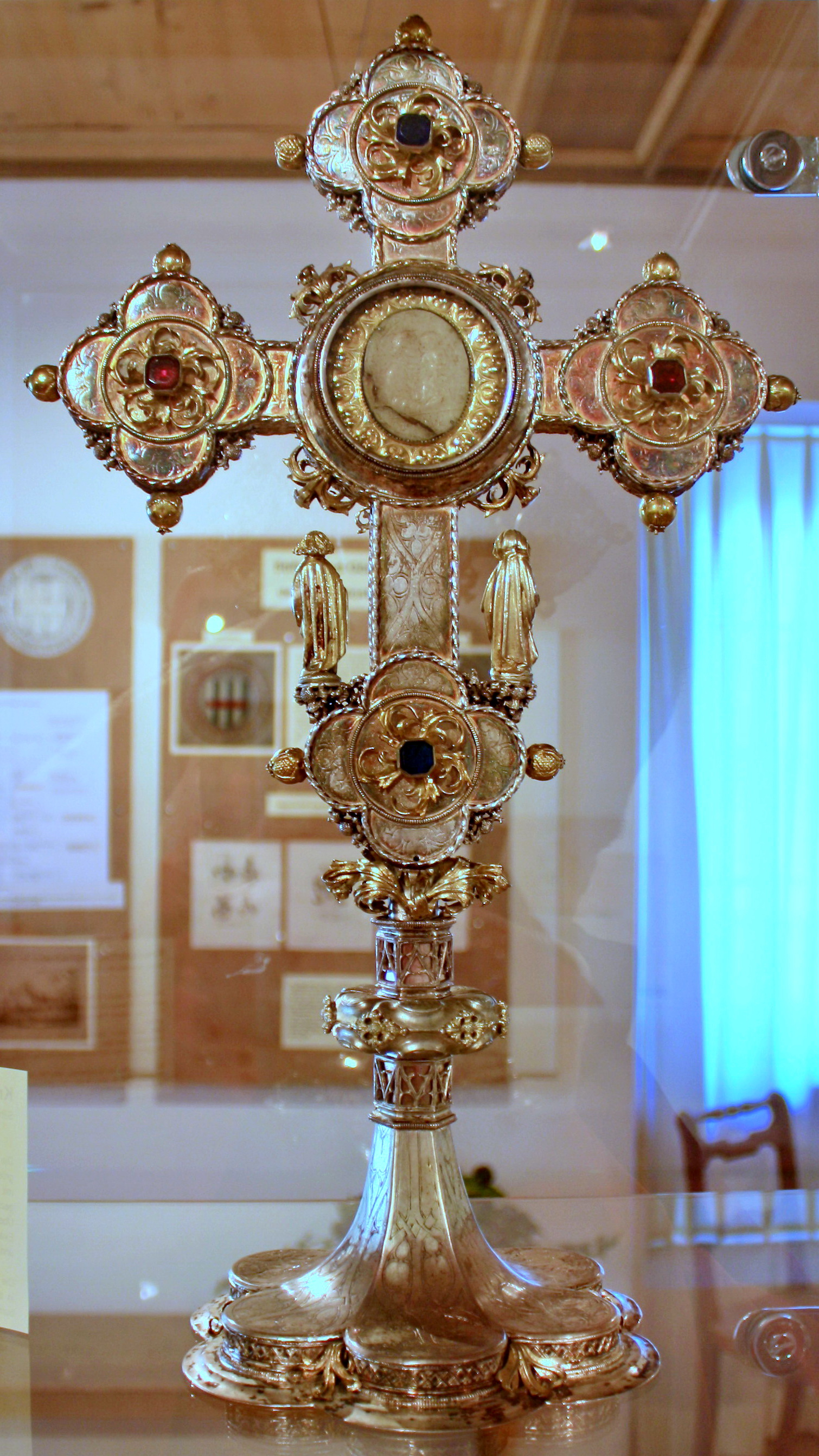
스위스에 있는 이전에 프리몬스트라텐시안 수도원이었던 루티 대수도원에 있는 보석의 조각
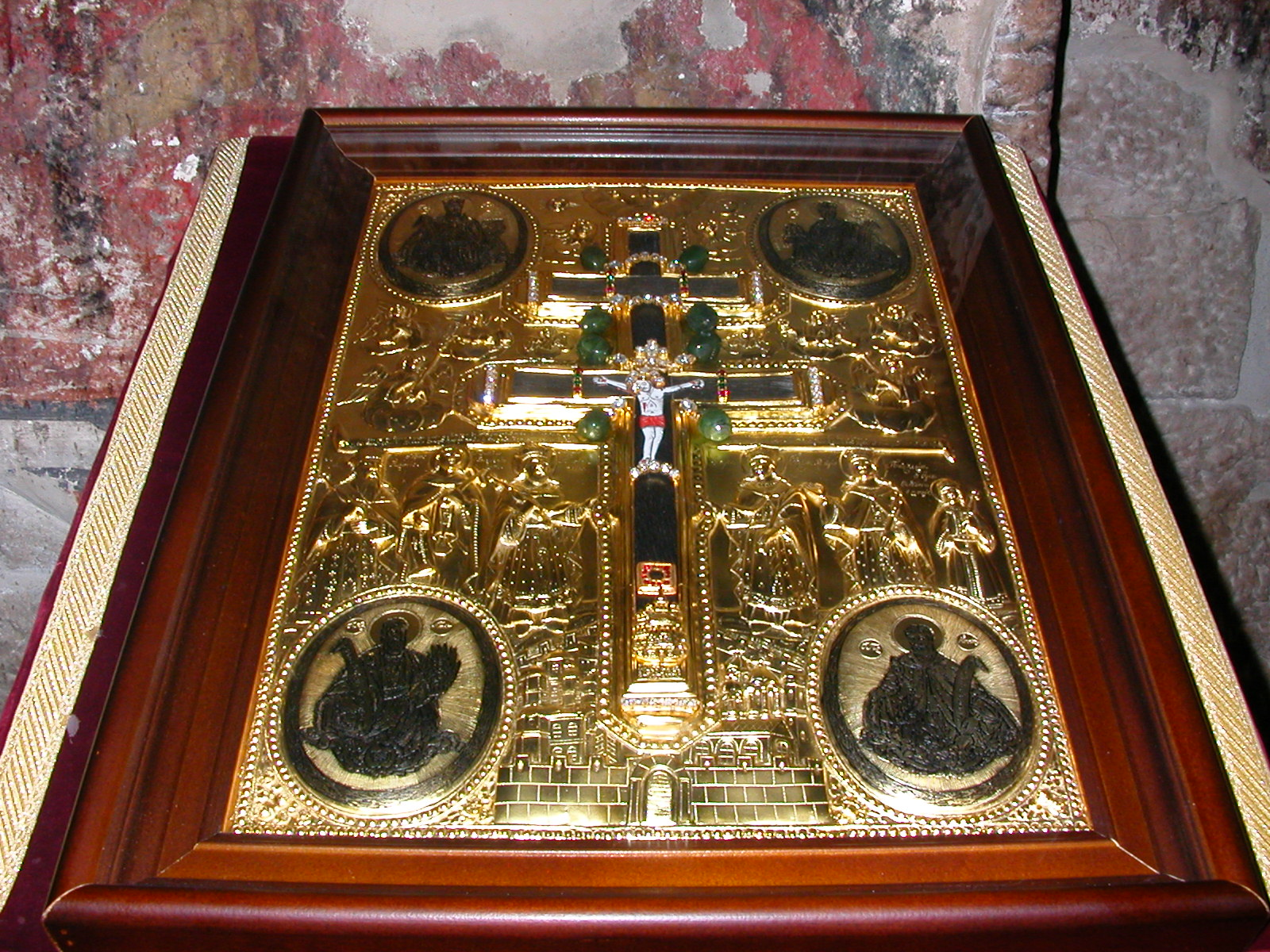
세르비아 비소키 데카니에 있는 성십자가

## 같이 보기

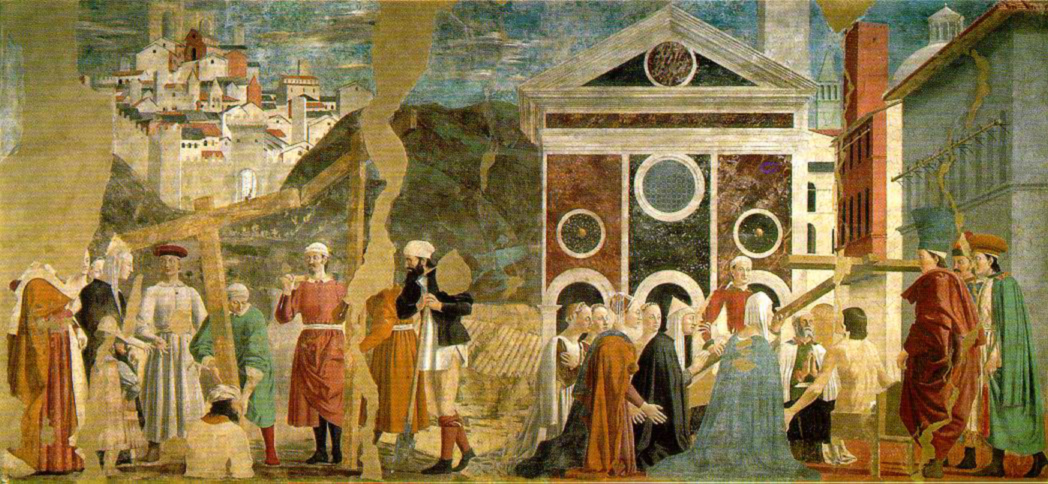
세 구의 십자가 발견되었다. 젊은 병든 여성이 성십자가에 의해 치유되었다. 아레초의 산 프란체스코에 있는 15세기에 피에로 델라 프란체스카가 그린 프레스코화.

- 예수의 십자가에 못 박힘
- 하틴 전투
- 유물
- 십자가
- 시데 섬
- 스타블로 트립틱
- 메스켈
- 십자가의 명패
- 성십자가 예루살렘성당
- 성배

## 참고 문헌
- Alan V. Murray, "Mighty against the enemies of Christ: the relic of the True Cross in the armies of the Kingdom of Jerusalem" in The Crusades and their sources: essays presented to B. Hamilton ed. J. France, W. G. Zajac (Aldershot, 1998) pp. 217–238.
- A. Frolow, La relique de la Vraie Croix: recherches sur le développement d'un culte. Paris, 1961.
- Jean-Luc Deuffic (ed.), Reliques et sainteté dans l'espace médiéval, Pecia 8/11, 2005